# Wecoob
Wecoob is een historisch merk van motorfietsen.
De bedrijfsnaam was: Westenburger & Co, Motorradwerk, Oberursel im Taunus.
Wecoob was een Duits merk dat eerst 142cc-Rinne-tweetaktmotoren inbouwde, maar later ook 172- tot 346cc-Villiers- en 348- tot 998cc-JAP-motoren. Wecoob begon de productie in 1928, toen de Duitse wetgeving veranderde waardoor lichte motorfietsen tot 200 cc vrijgesteld werden van belasting en zelfs rijbewijsplicht. De inbouwmotoren van JAP, die voor de zwaardere modellen werden gebruikt, hadden een goede naam, maar toch ging het merk in 1931, mogelijk als gevolg van de Grote Depressie, ter ziele.